# محمد الفايز
محمد فايز العلى الفايز  (1938 - 1 مارس 1991) شاعر وكاتب قصصي كويتي. عمل مراقبًا في القسم الأدبي لإذاعة الكويت. له دواوين شعرية عديدة.

## السيرة الذاتية
الشاعر والقاص محمد فايز العلي الفايز  من مواليد الكويت عام 1938.
يمثل الشاعر الكويتي «محمد الفايز» أبرز شعراء منطقة الخليج العربي في مرحلة الستينيات والسبعينيات من القرن العشرين، فهي مرحلة انتقالية أو مرحلة وسيطة في الشعر الكويتي المعاصر خاصة، وفي الشعر الخليجي عامة، حيث حفلت تجربته بالقصيدة العمودية وبشعر التفعيلة من حيث الشكل، وبكثير من الاتجاهات والأبعاد المختلفة والمتعددة من حيث المضمون، ما جعله بحق رائد المرحلة الوسيطة في شعر الفصحى الكويتي المعاصر، وأكثر الشعراء تجديدا قياسا إلى جيله وإلى مرحلته الزمنية.
قرأ بطون الكتب، وحفظ الدواوين الشعرية مثل الشاعر المتنبي وأبي تمام، وكان يعتبر المتنبي معلمه الأول، فهو مفتون به، يحفظ الكثير من شعره، ويلقيه على أصدقائه في جلسته الخاصة، وهو مغرم بالقراءة ابتداء من امرىء القيس وأبي تمام وأحمد شوقي وانتهاء بالمتنبي.
ومعظم قراءاته تتجه إلى الشعر العربي الكلاسيكي.
ويعد محمد الفايز ممثلا لجيل الوسط في الشعر الكويتي المعاصر، حيث سبقه جيل الرواد الذين عاشوا مرحلة ما قبل النفط، وشهدوا نشوء الدولة ونمو المجتمع المدني في بداياته، ومن أبرز هؤلاء:
- أحمد العدواني
- أحمد السقاف
- عبدالله الرومي
- عبد المحسن الرشيد

وهؤلاء تميّزوا بالشكل العمودي في قصائدهم، وأبدعوا نصوصهم وفق أغراض الشعر العربي القديم، ونجد لديهم ملامح تأثر واضحة بالمدارس الشعرية في الحواضر العربية المركزية مثل القاهرة وبغداد وبيروت ودمشق، وهذا لا يمنع من وجود تميز في تجاربهم الإبداعية.
أما محمد الفايز فهو جيل تال لهم، حيث وُلد في مجتمع ما قبل النفط، وعاصره حقبة من حياته، ولكنها حقبة التغير الاجتماعي والاقتصادي في الكويت، فقد عايش هموم من سبقه وأحاديثهم عن الغوص والسفر وفقر الحياة، وشهد الفايز تفجر النفط في الكويت، وما صاحبه من تبدلات اجتماعية كانت لها الأثر الأكبر في فكره.
ومن أبرز شعراء جيل محمد الفايز:
- خليفة الوقيان
- خالد سعود الزيد
- علي السبتي
- محمد أحمد المشاري.

وإن كان الفايز يبزهم بوفرة نتاجه الشعري، وتميز تجربته بشكل عام، خاصة أنه تأثر بالتيارات السياسية والفكرية التي سادت في العالم العربي في حقبتي الستينيات والسبعينيات، وإن كان أغلب نتاجه الشعري تحقق في سني السبعينيات من القرن العشرين، ويضاف إلى ذلك سعيه إلى التجديد في بنية القصيدة، وفي مضامينها، وفي بنية النصوص في الديوان الشعري.

## تعليمه
تعلّم تعليما أوليا تقليديا من خلال (الملا) يتعلم القرآن الكريم والقراءة

## بدايته
قد تفتحت موهبته الأدبية منذ سن الخامسة عشرة، بقراءته عيون الشعر العربي القديم، ثم بدأ كتابة القصة القصيرة، واكتشف في العام 1962م أن أغلبية جمل قصصه كانت موزونة إيقاعيا، كما في قصته البحار المنشورة في جريدة الرسالة، ومن ثم تحوّل إلى كتابة الشعر.

## مؤلفاته
نشر «محمد الفايز» أحد عشر ديوانا، وهي على الترتيب
1. مذكرات بحّار (1962م)
2. النور من الداخل (1966م)
3. الطين والشمس(1970م)
4. رسوم النغم المفكر (1973م)
5. بقايا الألواح (1978م)
6. لبنان والنواحي الأخرى (1980م)
7. ذاكرة الآفاق (1980م)
8. حداء الهودج (1981م)
9. خلاخيل الفيروز (1984م)
10. تسقط الحرب (1989م)
11. خرائط البرق (1998م) وقد صدر الديوان الأخير عقب وفاته وبه قصائد متفرقة لم تُنشر.

وله أيضا مجموعة قصصية بعنوان «الأرض والتفاح»، وملحمة شعرية بعنوان «خالد بن الوليد»، ولم يضمهما إلى أعماله الكاملة التي صدرت عام 1986م.

## وفاته
توفي رحمه الله تعالى فجر يوم الجمعة الموافق 1 مارس 1991م، بعد يومين من تحرير دولة الكويت من الغزو العراقي.

## وصلات خارجية
- محمد الفايز - مذكرات بحار على اليوتيوب